# 上湖 (基斯萊格)
47°47′56″N 9°52′48″E / 47.79889°N 9.88000°E

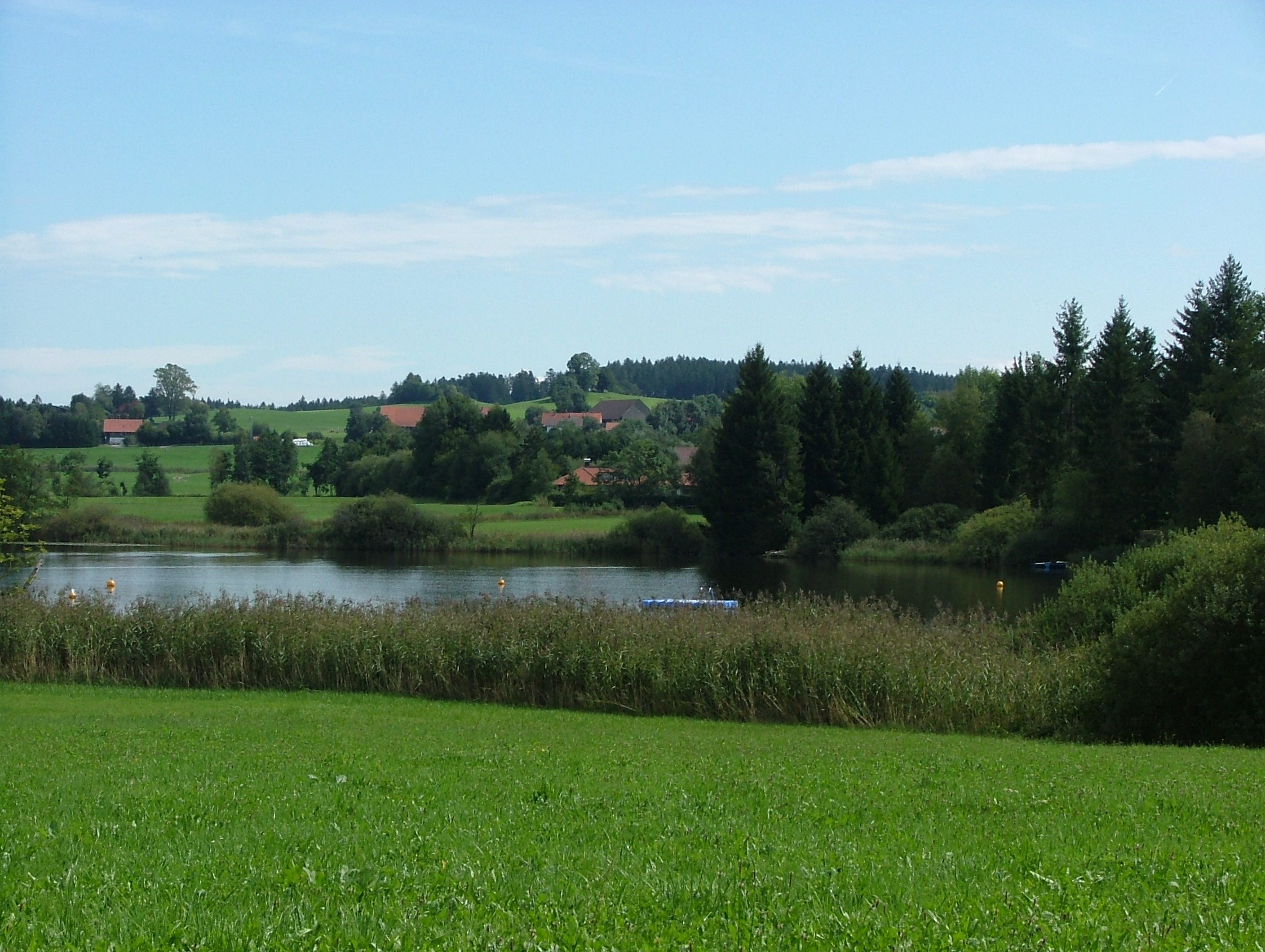
上湖

上湖（德語：Obersee），是德國的湖泊，位於該國西南部，由巴登-符騰堡州負責管轄，處於基斯萊格，面積0.25平方公里，海拔高度642米，平均水深6.9米，最大水深15.6米，水體容量175萬立方米。